# Carpzov (Familie)

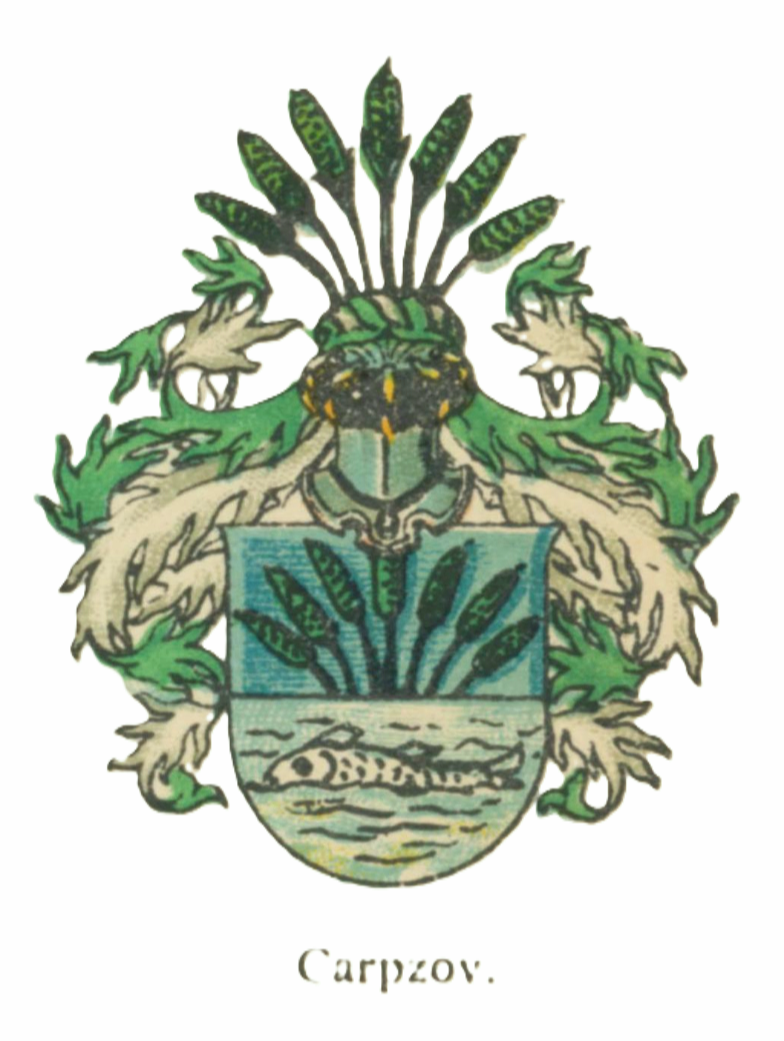
Wappen des Geschlechts Carpzov

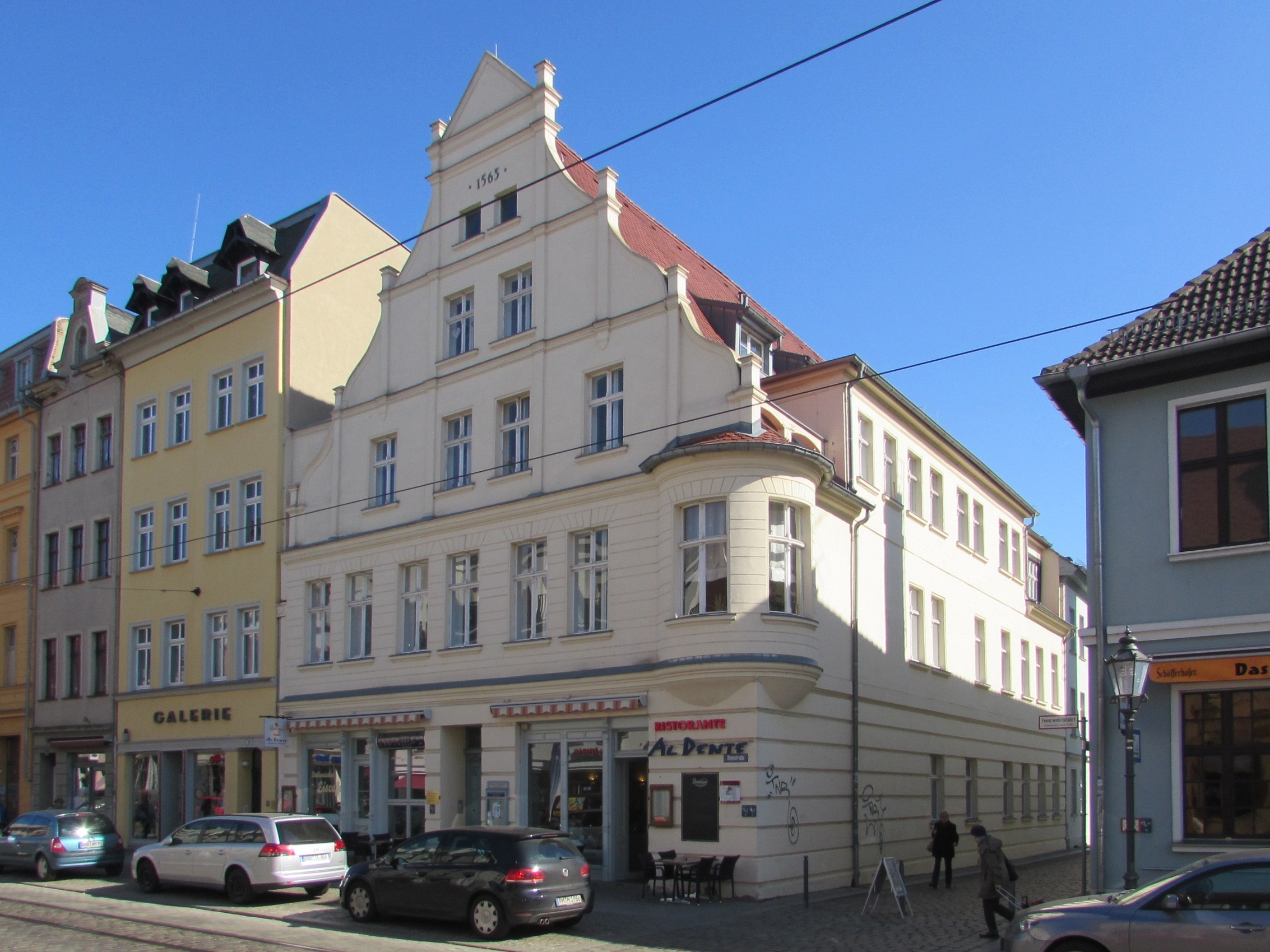
Stammsitz der Familie: Das Carpzowsche Haus in Brandenburg

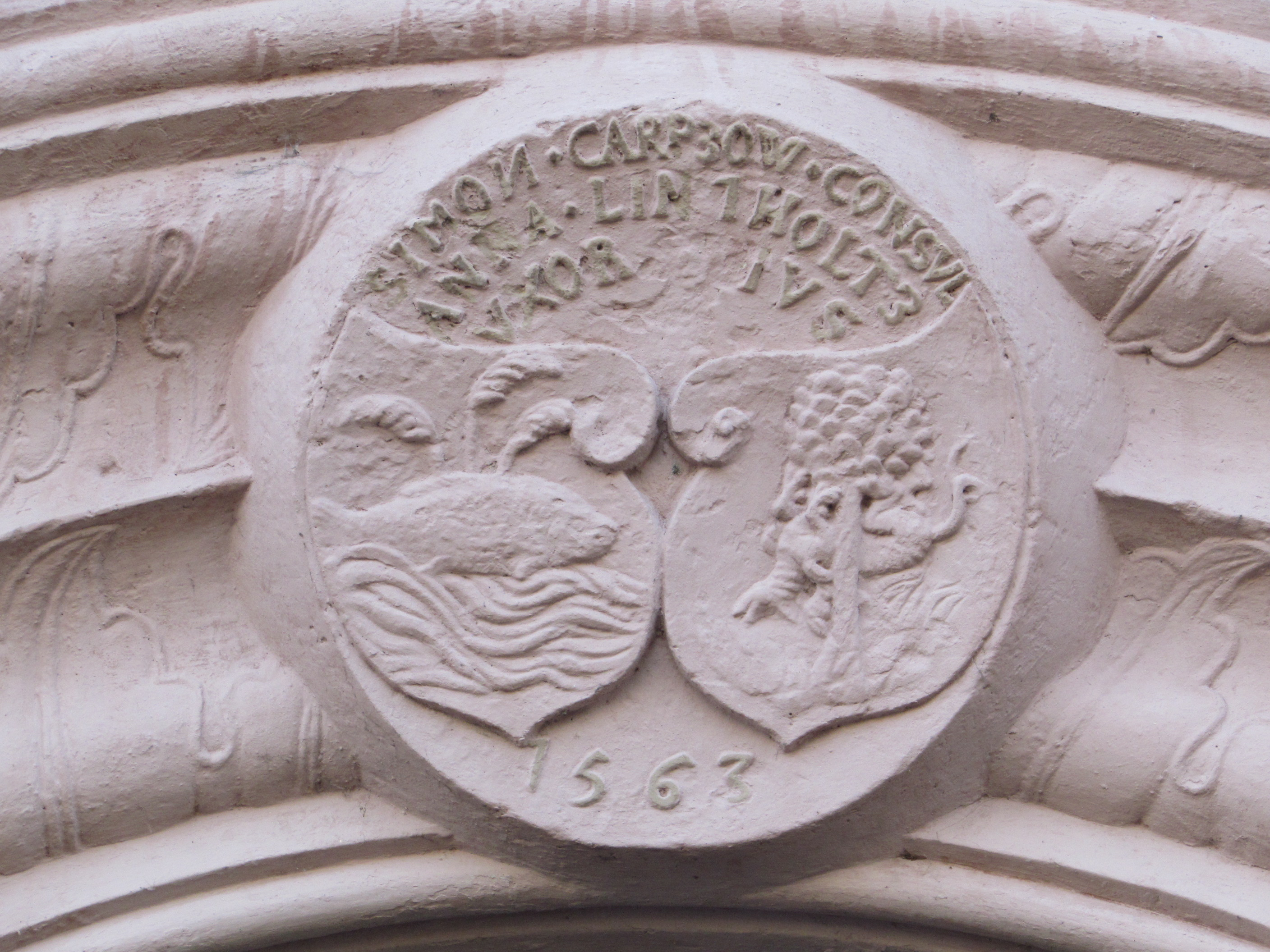
Wappen der Familien Carpzow und Lintholtz über dem alten Portal des Carpzowschen Hauses (seit 1893 Saldria)

Die Familie Carpzov (auch Carpzow, Karpzov, Karpzow) ist eine berühmte sächsische Gelehrtenfamilie des 16. bis 18. Jahrhunderts. Sie stammt von Simon Carpzow († 1580) ab, der in der Mitte des 16. Jahrhunderts Bürgermeister der Neustadt Brandenburg war. Stammsitz der Familie ist das Carpzowsche Haus in der Steinstraße in Brandenburg an der Havel.
Simon Carpzov hinterließ zwei Söhne:
- Joachim Carpzov († 1598) Dieser hatte vier Kinder:
  - Thomas Carpzov (* 1583)
  - Anna Carpzov (* 1584)
  - Joachim Carpzov (1585–1628, auch Carpezon, Carpenzon, Carpezan, Carpezano, Carpenzahn, Carpenzan, Carpensonius), Generalfeldzeugmeister und Obrist
  - Magdalena Carpzov (* 1591)
- Benedikt Carpzov der Ältere (1565–1624), Professor der Rechtswissenschaften.
 Dieser hatte fünf Söhne:
  - Benedikt Carpzov der Jüngere (1595–1666), ein Strafrechtler und Hexentheoretiker, der als einer der Begründer der deutschen Rechtswissenschaft gilt, ist einer der berühmtesten.
  - August Carpzov (4. Juni 1612 – 19. November 1683), hat sich als Staatsmann um das Land um Coburg verdient gemacht.
  - Christian Carpzov (1605–1642) ging als Professor der Rechtswissenschaften nach Frankfurt (Oder).
  - Konrad Carpzov wurde Professor der Rechtswissenschaften an der Universität Wittenberg und Kanzler beim Administrator von Magdeburg.
  - Johann Benedikt Carpzov I. (22. Juni 1607 – 22. Oktober 1657) war Professor der Theologie in Leipzig. Sein Epitaph befindet sich ab 2010 wieder in der Leipziger Paulinerkirche.
Er hatte folgende Nachkommen (u. a.):
    - Johann Benedict Carpzov II. (1639–1699), deutscher lutherischer Theologe, Ethnologe und Philologe
      - Johann Benedict Carpzov (1670–1733) Magister und Sonnabendsprediger an der St.-Nicolai-Kirche in Leipzig
        - Johann Benedikt Carpzov IV. (1720–1803), Professor der Theologie und Philologie an der Universität Helmstedt, Abt von Königslutter

    - August Benedict Carpzov (1644–1708), deutscher Rechtswissenschaftler
    - Friedrich Benedict Carpzov (1649–1699), Ratsbaumeister zu Leipzig
    - Samuel Benedict Carpzov (1647–1707), Oberhofprediger in Dresden und Vater von
      - Johann Benedict Carpzov III. (1675–1739), Historiker und Jurist
        - Friedrich Benedict Carpzov II. (1702–1744), deutscher Jurist und Rechtswissenschaftler

      - Johann Gottlob Carpzov (1679–1767), Superintendent in Lübeck

Auch Königin Beatrix der Niederlande stammt in der 13. Generation von Simon Carpzov ab.